# Liverovići
Liverovići (en serbe cyrillique: Ливеровићи) est un village de l'ouest du Monténégro, dans la municipalité de Nikšić.

## Géographie
Le village est situé le long de la rivière Gračanica; proche du lac Liverovićko jezero; rivière affluente du Zeta se jettent dans la mer Adriatique.
Liverovići est dans une vallée dominée par les montagnes du Prekornica et Maganik.

## Démographie

### Évolution historique de la population[1]
| 1948 | 1953 | 1961 | 1971 | 1981 | 1991 | 2003 |
| ---- | ---- | ---- | ---- | ---- | ---- | ---- |
| 508  | 542  | 420  | 391  | 433  | 394  | 334  |